# Deadlock (banda)
Deadlock es una banda alemana de death metal melódico proveniente de Schwarzenfeld, Alemania. La integran el guitarrista y único miembro fundador Sebastian Reichl, los vocalistas John Gahlert y Margie Gerlitz, el guitarrista Ferdinand Rewicki, el bajista Christian Simmerl y el baterista Werner Riedl.

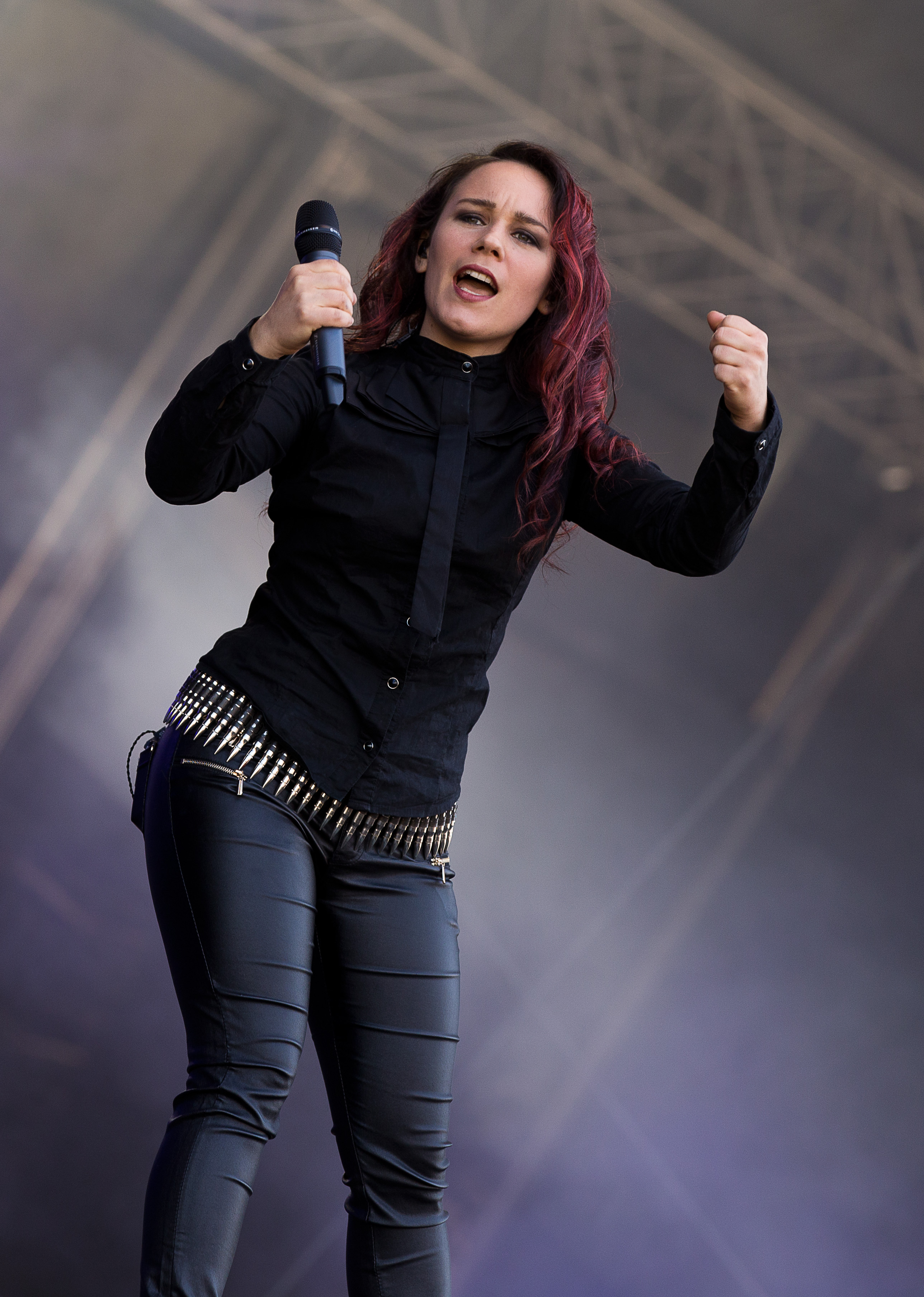
La cantante Margie Gerlitz en el Rockharz 2016

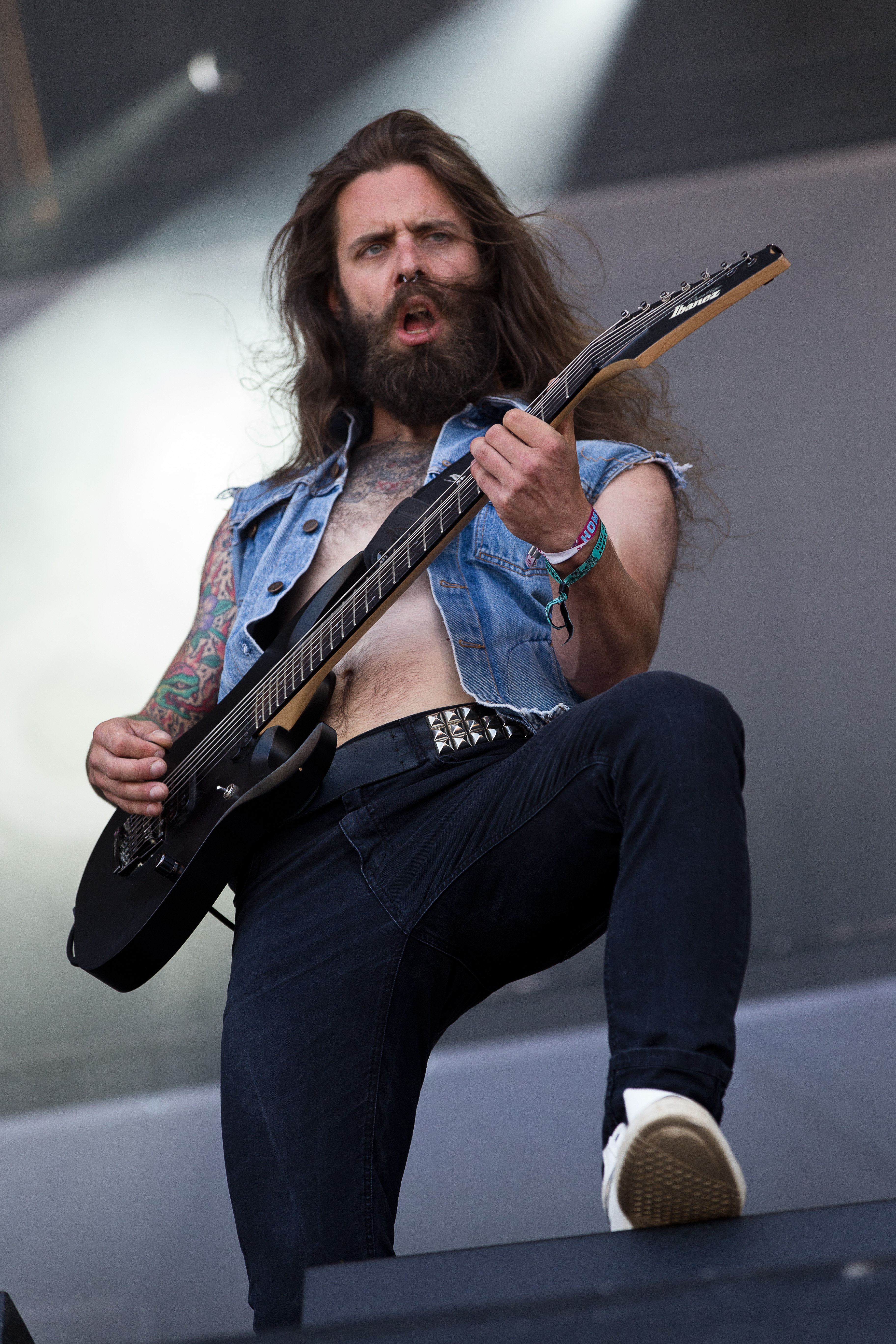
El guitarrista Ferdinand Rewicki en el Rockharz 2016

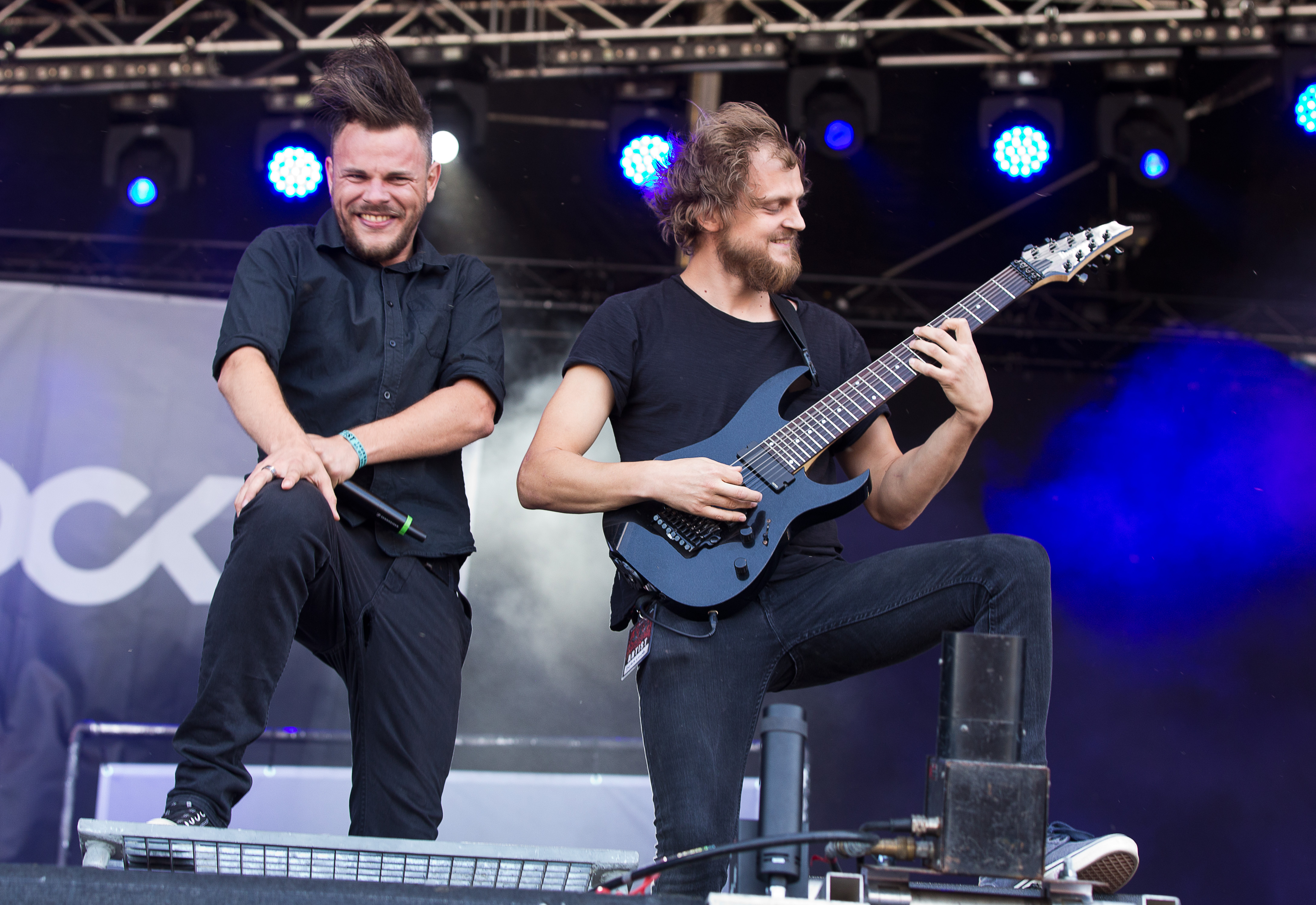
John Gahlert y Sebastian Reichl en el Rockharz 2016

## Historia

### Primeros día (1997-2001)
La banda fue formada en 1997 como una banda de hardcore por el vocalista Johannes Prem, el guitarrista Sebastian Reichl y el baterista Tobias Graf, quienes lanzaron el disco 7" en vinilo Deadlock en 1999. Posteriormente lanzarían el EP I'll Wake You, When Spring Awakes en el año 2000.

### The ArrivalyEarth. Revolt(2002-2006)
En el año 2002 lanzaron su primer álbum The Arrival. el cual contó con elementos orquestales, teclados y las voces femeninas por parte de Sabine Scherer.
Su segundo álbum, Earth. Revolt fue lanzado en el año 2005. En este punto la banda paso de ser un cuarteto a un sexteto al dar la bienvenida al guitarrista Gert Rymen y a la vocalista Sabine Scherer, ahora ya como integrante de tiempo completo. El álbum contó con un sonido más limpio y técnico.

### WolvesyManifesto(2007-2009)
Su tercer álbum, Wolves, fue lanzado en 2007, contando con prominentes influencias electrónicas y trance. Posteriormente, lanzaría el vídeo musical del tema "Code of Honor" el cual se convirtió en el primero de su carrera. También salieron de gira para promover "Wolves" por toda Europa junto a Neaera y Maintain.
Su cuarto álbum, titulado Manifesto, salió a la luz en noviembre de 2008 en Europa y en enero de 2009 en Estados Unidos. La canción "Deathrace" cuenta con una parte de rap, mientras que la canción "Dying Breed" cuenta con las voces limpias de Christian Älvestam, exvocalista de Scar Symmetry. La canción "Fire At Will" cuenta con un solo de saxofón. Como tema adicional se añadió la versión de "Temple of Love" de la banda The Sisters of Mercy.  La canción "The Brave/Agony Applause" es el primer sencillo del álbum, además de contar con su propio vídeo musical.
Deadlock anunció en su cuenta de MySpace el 12 de diciembre de 2008 que el bajista Thomas Huschka salía de la banda, argumentando diferencias "musicales" y "personales". El 7 de mayo de 2009 anunciaron a John Gahlert como su nuevo bajista.

### Bizarro World(2010-2011)
Deadlock lanzó su quinto álbum Bizarro World en febrero de 2011.
En el año 2010, Sabine Scherer y Sebastian Reichl participaron como invitados en el álbum Invictus de la banda alemana Heaven Shall Burn en la canción "Given in Death".

### Cambios en la alineación y The Arsonist (2011-)
El 26 de octubre de 2011, la banda, a través de su disquera (Lifeforce Records) anunció que el vocalista y miembro fundador, Joe Prem, dejaba la banda después de 14 años de permanencia. El 21 de noviembre de 2011 anunciaron a través de su página de Facebook que el bajista John Gahlert desempeñaría a partir de ese momento el puesto de vocalista, quien anteriormente había sustituido a Joe Prem en una ocasión. Poco después se integrpo Ferdinand Rewicki en el bajo, quien en ocasiones pasadas ya había acompañado a la banda desempeñando diferentes actividades como conductor, manejando sus giras y vendiendo la mercancía oficial.
El 8 de febrero de 2013 la banda anunció que el guitarrista Gert Rymen había decidido dejar la banda, reduciendo la alineación a 5 integrantes. El 21 de marzo, la banda firma un contrato con la disquera Napalm Records con quienes lanzarían su siguiente álbum. Esta producción es la primera en contar con John Gahlert en las voces guturales y con Ferdinand Rewicki en el bajo y guitarra rítmica.
El 6 de junio, la banda anunció su sexto álbum The Arsonist el cual sería lanzado el 26 de julio de 2013.

### The Re-Arrival e Hybris
El 28 de abril de 2014, se anunció vía Facebook que Tobias Graf salía de la banda. Esto dejó a Sebastian Reichl como el único miembro fundador restante.[cita requerida] El 4 de septiembre, emitieron un comunicado informando el deceso de Graf a la edad de 35 años.
Deadlock lanzó The Re-Arrival en agosto de 2014, el cual es una regrabación de las canciones de su primer álbum. En septiembre de ese año se anunció que Scherer comenzaba su proceso de maternidad, por lo cual fue temporalmente reemplazada por Margie Gerlitz. El 28 de abril de 2016, se anunció su salida definitiva para dedicar más tiempo a su familia, a su vez que anunciaban la integración de tiempo completo de Gerlitz como la nueva vocalista.
En 8 de julio de 2016, la banda lanzó su nuevo álbum, Hybris junto con el sencillo "Berserk".

## Estilo musical
Deadlock incorpora a su sonido aspectos influenciados por el death metal melódico y el metalcore. Un aspecto notable es la combinación de voces guturales masculinas con voces limpias femeninas, además de sonidos tecno, a menudo incorporadas al inicio de las canciones e incluso durante todo lo que duren las mismas, marcando gran diferencia con el sonido de otras bandas contemporáneas. Los guitarrista comúnmente afinan sus guitarras utilizando la afinación en C (Do) en la sexta cuerda, hasta el lanzamiento de The Arsonist en 2013 donde comenzaron a utilizar el afinamiento drop F en la séptima cuerda, obteniendo un sonido fuertemente influenciado por el popular movimiento djent.
Deadlock comenzó como una banda vegana straight edge, y aunque la mayoría de sus integrantes mantiene esa forma de vida, comenzaron a incluir a gente no necesariamente straight edge desde el ingreso de John Gahlert. Muchas de las letras (en particular las que constituyen el álbum Manifesto) abordan temas como los derechos de los animales.

## Integrantes
| Miembros actuales - Margi Gerlitz - Voz melódica - John Gahlert - Voz gutural - Ferdinand Rewicki - Guitarra - Sebastian Reichl - Guitarra - Christian Simmerl - Bajo - Werner Riedl - Batería | Miembros anteriores - Sabine Scherer - Voz melódica - Tobias Graf (†) - Batería - Thomas Huschka – Bajo - Thomas Gschwendner - Guitarra - Hans-Georg Bartmann - Bajo - Mike - Bajo - Johannes Prem - Vocal - Gert Rymen - Guitarra |

## Discografía

### Álbumes de estudio
| The Arrival                                                                                            | - Lanzamiento: 27 de noviembre de 2002 - Sello: Winter - Formatos: CD                                   | —  |
| Earth.Revolt                                                                                           | - Lanzamiento: 27 de junio de 2005 - Sello: Lifeforce, Deadbutcher - Formatos: CD, LP, descarga digital | —  |
| Wolves                                                                                                 | - Lanzamiento: 13 de abril de 2007 - Sello: Lifeforce - Formatos: CD, descarga digital                  | —  |
| Manifesto                                                                                              | - Lanzamiento: 17 de noviembre de 2008 - Sello: Lifeforce - Formatos: CD, descarga digital              | —  |
| Bizarro World                                                                                          | - Lanzamiento: 25 de febrero de 2011 - Sello: Lifeforce - Formatos: CD, descarga digital                | 61 |
| The Arsonist                                                                                           | - Lanzamiento: 26 de julio de 2013 - Sello: Napalm - Formatos: CD, LP, descarga digital                 | 82 |
| The Re-Arrival                                                                                         | - Lanzamiento: 15 de agosto de 2014 - Selo: Lifeforce - Formatos: CD, descarga digital                  | —  |
| Hybris                                                                                                 | - Lanzamiento: 8 de julio de 2016 - Sello: Napalm - Formatos: CD, descarga digital                      | —  |
| "—" denota una grabación que no alcanzó ninguna posición en listas o no fue lanzado en ese territorio. | |    |

| Título   | Detalles                                                  |
| -------- | --------------------------------------------------------- |
| Deadlock | - Lanzamiento: 1999 - Sello: independiente - Formatos: 7" |

| Título                            | Detalles                                           |
| --------------------------------- | -------------------------------------------------- |
| I'll Wake You, When Spring Awakes | - Lanzamiento: 2000 - Sello: Winter - Formatos: CD |

| Título         | Detalles                                                                            |
| -------------- | ----------------------------------------------------------------------------------- |
| State of Decay | - Lanzamiento: 4 de febrero de 2011 - Sello: Lifeforce - Formatos: descarga digital |

| Título                                                 | Detalles                                           |
| ------------------------------------------------------ | -------------------------------------------------- |
| Deadlock / Six Reasons to Kill con Six Reasons to Kill | - Lanzamiento: 2003 - Sello: Winter - Formatos: CD |

### Vídeos musicales
| Título                       | Del álbum      |
| ---------------------------- | -------------- |
| "Code of Honor"              | Wolves         |
| "The Brave / Agony Applause" | Manifesto      |
| "Virus Jones"                | Bizarro World  |
| "I'm Gone"                   | The Arsonist   |
| "The Great Pretender"        | The Arsonist   |
| "Renegade"                   | The Re-Arrival |
| "Awakened By Sirens"         | The Re-Arrival |
| "Berserk"                    | Hybris         |
| "Backstory Wound"            | Hybris         |